# Simon von Collazzone

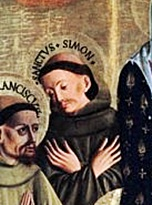
Der selige Simon von Collazzone; um 1450, von Jacopo Vincioli

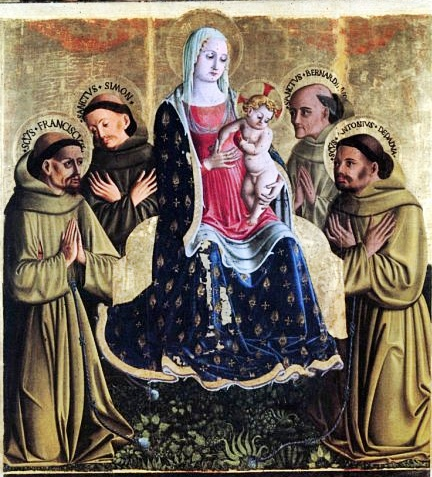
Madonna mit frühen Franziskanerheiligen (2. Person von links Simon von Collazzone, links daneben St. Franziskus), um 1450

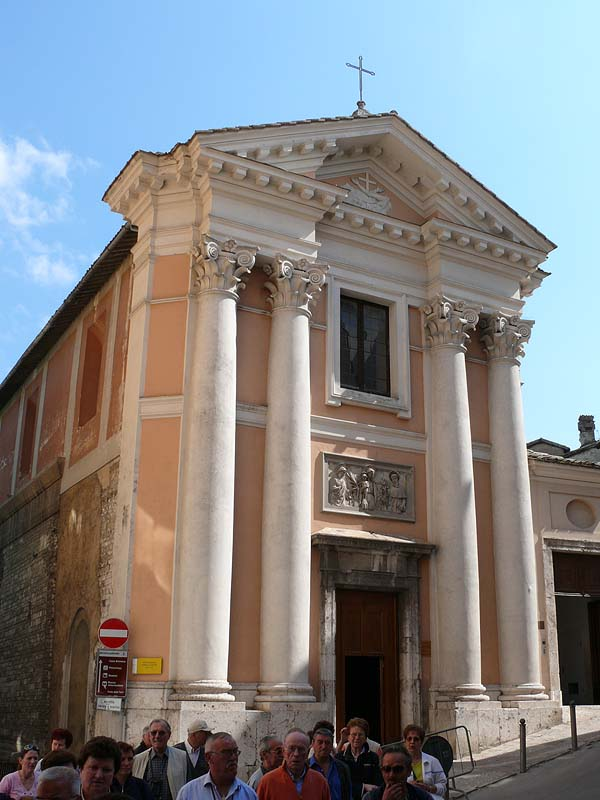
Heutige Grabeskirche, San Ansano, Spoleto

Simon von Collazzone, auch Simon von Spoleto (* um 1200 in Collazzone, Italien; † 24. April 1250 in Spoleto) war  ein früher Franziskaner und Gefährte des hl. Franziskus. Er wird traditionell als Seliger verehrt. 

## Leben und Wirken
Simon wurde als Adeliger im Schloss von Collazzone – dem heutigen Rathaus – geboren. Seine Mutter Mathilde soll mit Maria von Brabant, der zweiten Gattin von Kaiser Otto IV., befreundet gewesen sein. Unter dem Einfluss von Franziskus verzichtete Simon von Collazzone auf seinen Besitz und schloss sich im Alter von 14 Jahren dem neuen Orden der Franziskaner an. 
Auf dem Generalkapitel von 1221 bestimmte man ihn zum Begleiter des Cäsarius von Speyer. Mit ihm und dem Franziskanerchronisten Thomas von Celano († 1260) zog er 1222 nach Deutschland, um dort die ersten Franziskanerkonvente zu gründen. Insgesamt bestand die Gruppe aus ca. 25 Gefährten. Von Augsburg aus gründeten sie an der Donau und im Rheinland Klöster. Eines der ersten war in der Heimat von Cäsarius das Franziskanerkloster Speyer; auch in Köln, Mainz und Worms entstanden damals Niederlassungen.
1223 kehrte Simon von Collazzone mit Cäsarius von Speyer nach Italien zurück. Auch seine Mutter und seine Schwester Emilia traten nun bei den Klarissen, dem weiblichen Ordenszweig, ein. 
Simon wurde 1244 Ordensprovinzial für die Marken, 1248 für Umbrien. Der Konfrater Salimbene von Parma, der sich 1248 mit ihm in Marseille aufhielt, rühmte seine Wundertätigkeit. 
Der Ordensmann starb 1250 auf einer Visitationsreise im Kloster St. Elia in Spoleto. An diesem Platz steht heute die Festung Rocca Albornoziana. Man verehrte Simon von Collazzone schon zu Lebzeiten als Heiligen und berichtete auch über viele posthume Wunder auf seine Fürsprache hin. 
Deshalb beauftragte Papst Innozenz IV. 1252 den Bischof von Spoleto und zwei weitere Prälaten, den Heiligsprechungsprozess auf Diözesanebene zu eröffnen und alles genau zu prüfen. Mit dem Tod des Papstes kam die Angelegenheit 1254 ins Stocken. 1260 erhob man Simons Reliquien und setzte sie in der ihm zu Ehren erbauten Kirche St. Simon und Judas bei. Der Apostel Simon wurde bewusst als Kirchenpatron gewählt, da man das Gotteshaus nicht nach Simon von Collazzone benennen konnte. Seine formelle Kanonisation war noch nicht erfolgt und sollte auch nie erfolgen. 1863 überführte man seine Gebeine in den Dom von Spoleto, 2000 in die dortige Franziskanerkirche San Ansano. Hier ruhen sie heute in einem Sarkophag aus dem 19. Jahrhundert. In Collazzone ist die „Via Beato Simone“ (Straße des seligen Simon) nach ihm benannt.